# Андреевское (Можайский район)
Андреевское — деревня в Можайском районе Московской области, в составе Сельского поселения Борисовское. В деревне числятся 3 улицы.
В Андреевском действует церковь Андрея Стратилата 1881 года постройки. До 2006 года Андреевское входило в состав Борисовского сельского округа.
Деревня расположена в южной части района, примерно в 12 км к югу от Можайска, на правом берегу реки Протвы, высота центра над уровнем моря 180 м. Ближайшие населённые пункты — Власово, Кикино, Старое Село, Судаково и Телятьево.

## История
Одно из первых упоминаний Андреевского относится к 1595 году и тогда оно уже село Львово-Андреевское на реке Протве, а это значит, что уже тогда была церковь Св. Андрея Стратилата (печально, что даже при наличии действующей церкви, ныне Андреевское — деревня). И записано, как вотчина Новодевичьего монастыря в Москве. Село относилось к Городскому стану Верейского уезда.
После смутного времени упомянуто в 1628 году и указано, что в селе два крестьянских двора. В 1677 году в селе Андреевском уже 15 дворов крестьянских и 21 двор бобыльский и священник Максим. В 1678 году есть известие, что построена новая деревянная церковь Св. Андрея Стратилата. В 1715 году упоминается села Андреевского церкви Андрея Стратилата деревянной священник Алексей Демидов и его брат дьячек Гаврила.
С 1719 по 1727 годы село входило в состав временно образованного Борисовского уезда. После этого и по окончании секуляризации церковных земель по указу императрицы Екатерины II село Андреевское находилось опять в Городском стане Верейского уезда. А с 1785 года уже числится в Борисовской волости Можайского уезда.

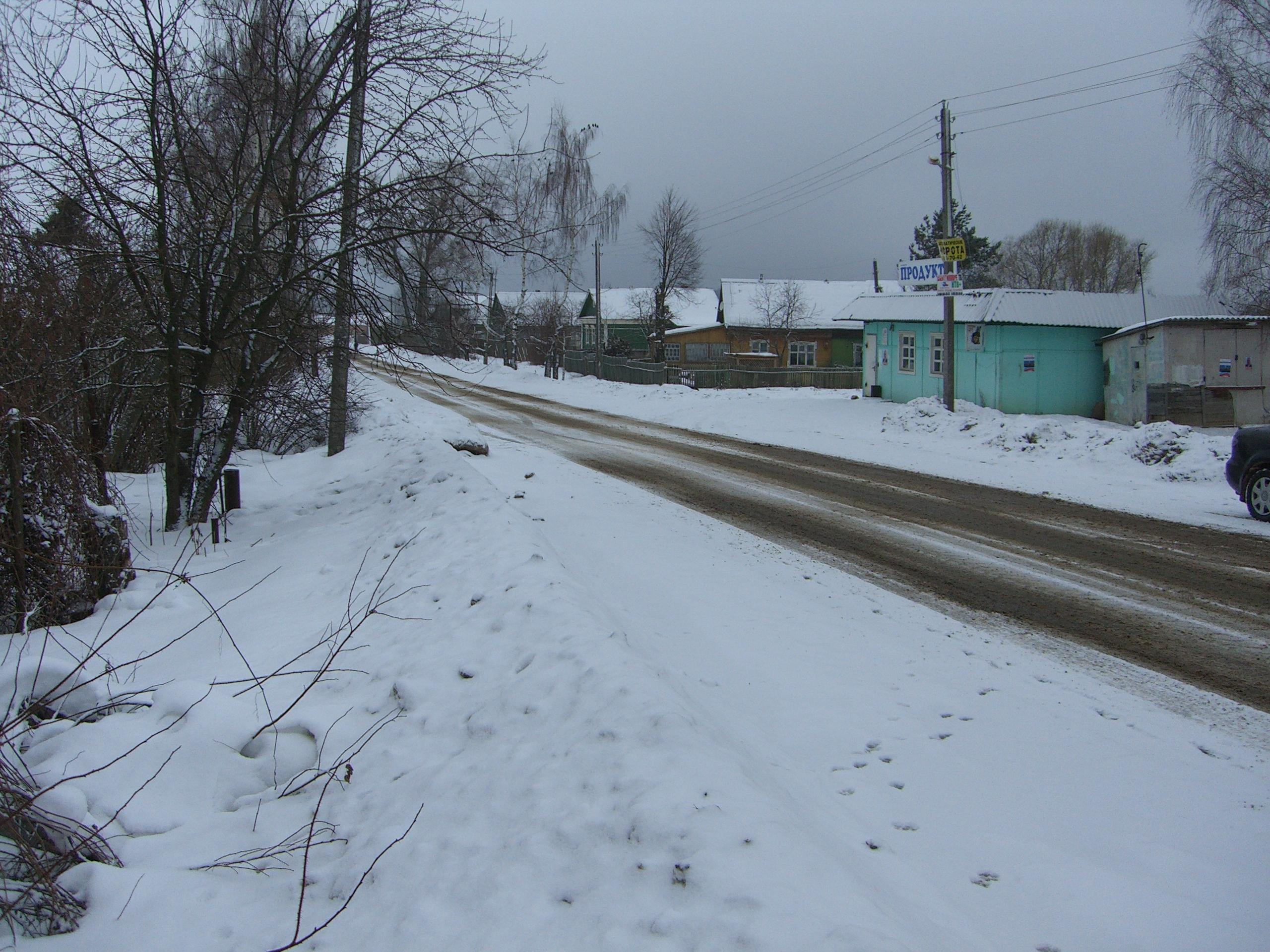

Было еще два кратких периода когда село Андреевское меняло волостное подчинение, но не уезд. В 1839—1847 входило в состав Аксентьевской волости с центром в селе Аксентьево и в 1847-68 было в Новосуринской волости с центром в селе Новосурино. После этого опять вернулось в Борисовскую волость.
В 1874 году построена каменная церковь Св. Андрея Стратилата с колокольней.
По епархиальным известиям от 1888 года к приходу церкви села Андреевского (26 дворов) относились следующие деревни : Телятьево (29 дворов), Кикино (12 дворов), Судаково (26 дворов), Камынинка (16 дворов), Цыплино (14 дворов), Кулаково (9 дворов).
Основные фамилии жителей села Андреевского, проживавших в нем больше 200 лет. Байковы, Бутаревы, Гуровы, Жуковы, Масленниковы, Натяговы, Потяпкины, Романовы, Рыськовы, Чекановы, Потяпкины.

## Население
| 2002 | 2006 | 2010 |
| ---- | ---- | ---- |
| 284  | ↘279 | ↗286 |